# Wilfried Heitmann
Wilfried Heitmann (* 4. Oktober 1943) ist ein ehemaliger deutscher Fußballschiedsrichter.

## Leben
Ab 1974 leitete er Spiele in der 2. Fußball-Bundesliga und kam bis 1990 auf 98 Einsätze. In der Fußball-Bundesliga war er zwischen 1978 und 1990 in 106 Spielen als Schiedsrichter im Einsatz. 1988 leitete er das Endspiel im DFB-Pokal, das Eintracht Frankfurt im Olympiastadion Berlin mit 1:0 gegen den VfL Bochum gewann.
Als Schiedsrichter-Beobachter und -ausbilder war er im Auftrag des DFB, der UEFA und der FIFA tätig. Im Norddeutschen Schiedsrichter-Ausschuss bekleidete er das Amt des Vorsitzenden, 2015 schied er aus. Der Norddeutsche Fußball-Verband ernannte ihn zum Ehrenmitglied.
Beruflich hatte der in Drentwede wohnhafte Heitmann das Amt des Regierungsschuldirektor inne. Ab 1972 brachte sich das SPD-Mitglied in die Lokalpolitik ein. Heitmann war Ratsvorsitzender in der Samtgemeinde Barnstorf und bis 2016 42 Jahre lang Mitglied des Samtgemeinderates.